# Zanthoxylum atchoum
Espèce
Classification phylogénétique
Synonymes
- Fagara atchoum Aké Assi[2]

Statut de conservation UICN

 VU B1+2c : Vulnérable
Zanthoxylum atchoum est une espèce de plantes du genre Zanthoxylum et de la famille des Rutaceae.